# Ixora coccinea
Ixora coccinea L., 1753 è una pianta della famiglia delle Rubiacee.
È originaria dell'India meridionale, del Bangladesh e dello Sri Lanka. È diventato uno degli arbusti da fiore più diffusi nei giardini a sud della Florida. Viene utilizzata come pianta medicinale nell'ayurveda. Tutte le parti, inclusi fiori, foglie e radici, vengono utilizzate per varie preparazioni medicinali.